# Вежа 21 століття
Вежа 21 століття (англ. 21st Century Tower) — 55-поверховий хмарочос в Дубаї, що знаходиться по вулиці шейха Заїда. Коли будівля була здана в експлуатацію у 2003 році, то стала найвищою в світі житловою будівлею. Згодом перевершена хмарочосом Eureka Tower в Мельбурні (Австралія) і  Вежею Q1 в Голд-Кост, теж в Австралії. Архітектурне та інженерне проектування здійснювалося компанією WS Atkins and Partners. Вежа містить сім ліфтів. Під час запитів на ліфт, інтелектуальна система ліфта автоматично направляє найближчий ліфт до клієнта.
Висота вежі становить 240 м, шпиль знаходиться на висоті 269 м. У хмарочосі - 400 квартир, 100 двокімнатних та 300 трикімнатних. У будівлі знаходиться резиденція авіакомпанії Emirates Airline та консульство Чилі. На даху хмарочоса розташований басейн. Він призначений не лише для купання, але і є частиною системи кондиціонування будівлі.